# Mimenicodes latreillei
Mimenicodes latreillei är en skalbaggsart som först beskrevs av Fauvel 1906.  Mimenicodes latreillei ingår i släktet Mimenicodes och familjen långhorningar. Inga underarter finns listade i Catalogue of Life.